# Населённые пункты Вологодской области
Вологодская область включает следующие населённые пункты:
- 23 городских населённых пункта на 2020 год (в списках выделены оранжевым цветом), в том числе:
  - 15 городов;
  - 8 посёлков городского типа (рабочих посёлков);
- 8006 сельских населённых пунктов (по переписи населения 2010 года)[3].

По состоянию на 2020 год число сельских населённых пунктов составило 8012. В 2020 году ряд сельских населённых пунктов был упразднён.
В списках населённые пункты распределены по административно-территориальным единицам в рамках административно-территориального устройства области: 4 городам областного значения и 26 районам (в рамках организации местного самоуправления (муниципального устройства) им соответствуют 2 городских округа и 26 муниципальных районов). 
Численность населения сельских населённых пунктов приведена по данным переписи населения 2010 года, численность населения городских населённых пунктов (посёлков городского типа (рабочих посёлков) и городов) — по данным переписи по состоянию на 1 октября 2023 года.

## Города областного значения

### город (городской округ)Вологда
| № | Населённый пункт | Тип   | Население |
| - | ---------------- | ----- | --------- |
| 1 | Вологда          | город | 313 944   |
| 2 | Молочное         | село  | 6484      |

### Великий Устюг
Город областного значения Великий Устюг с административно подчинёнными населёнными пунктами входит в состав Великоустюгского района и соответствующего муниципального района.
| № | Населённый пункт | Тип             | Население |
| - | ---------------- | --------------- | --------- |
| 1 | Великий Устюг    | город           | 28 266    |
| 2 | Красавино        | город           | 5460      |
| 3 | Кузино           | рабочий посёлок | 801       |

### Сокол
Город областного значения Сокол входит в состав Сокольского района и соответствующего муниципального района.
| № | Населённый пункт | Тип   | Население |
| - | ---------------- | ----- | --------- |
| 1 | Сокол            | город | 34 298    |

### город (городской округ)Череповец
| № | Населённый пункт | Тип   | Население |
| - | ---------------- | ----- | --------- |
| 1 | Череповец        | город | 298 160   |

## Районы
О населённых пунктах в составе районов см.:
Населённые пункты Вологодской области в районах (от А до Б);
Населённые пункты Вологодской области в районах (на В);
Населённые пункты Вологодской области в районах (от Г до С);
Населённые пункты Вологодской области в районах (от Т до Я).

## Учёт
Каждый населённый пункт Вологодской области имеет код ОКАТО, ОКТМО и регистрационный номер.
В 1999 году был утверждён реестр административно-территориального устройства Вологодской области, содержащий полный список населённых пунктов области. Каждому населённому пункту был присвоен собственный номер. Таким образом, каждый НП Вологодской области имеет 2 уникальных идентификатора — регистрационный номер и код ОКАТО. 1 марта 2010 года был утверждён обновлённый реестр административно-территориальных единиц Вологодской области, учитывающий изменение статусов, упразднение и регистрацию новых населённых пунктов.
Особенностью распределения ряда сельских населённых пунктов Вологодской области является их различная районная принадлежность на административно-территориальном и муниципальном уровне.